# Gerard Batten
Gerard Joseph Batten (født 27. marts 1954) er siden 2004 britisk medlem af Europa-Parlamentet, valgt for UK Independence Party (indgår i parlamentsgruppen Europa for frihed og demokrati).